# 本篤十一世
本篤十一世（拉丁語：Beatus Benedictus PP. XI；1240年—1304年7月7日）原名博卡肖的尼各老（Niccolò di Boccasio），1303年10月22日當選教宗，同年10月27日即位至1304年7月7日為止。

## 生平簡史
他於義大利威尼斯特雷維索出生，家貧。他於十五歲時成為道明會修士，後任該會總會長。他就任總會長兩年後由教宗博義八世封為樞機。1304年7月死於佩魯賈。
他於1736年獲列真福品。

## 譯名列表
- 本篤十一世：天主教香港教區禮儀委員會：禧年專頁 （页面存档备份，存于）、香港天主教教區檔案　歷任教宗、《大英簡明百科知識庫》2005年版[永久]作本篤。
- 本尼狄克十一世：《世界人名翻譯大辭典》1993年版作本尼狄克。